# Néstor Hernandorena
Néstor Manuel Hernandorena (Tigre, 28 de marzo de 1944 - General Pacheco, 11 de noviembre de 2008) fue un futbolista argentino que se destacó como arquero. En su trayectoria obtuvo cuatro ascensos a la Primera División de Argentina, ganándose el estatus de ídolo en tres instituciones (Tigre, Temperley y Sarmiento de Junín).

## Historia
Nando se incorporó a las inferiores de Tigre en 1962 y debutó profesionalmente el 24 de abril de 1965, en un encuentro ante Arsenal de Sarandí.  Disputó un total de 95 encuentros, siendo una pieza fundamental en el ascenso a Primera División que el club de Victoria obtuvo a través del Torneo Reclasificación 1967. Tenía grandes reflejos y volaba como lo hacían pocos, sin dar rebotes. 
Su trayectoria la siguió en Huracán (58 encuentros entre 1969 y 1972) para luego fichar con el Sevilla de España, pero sólo pudo disputar partidos amistosos debido a problemas burocráticos. Se incorporó en 1974 a Temperley, donde se consagró campeón de Primera B, disputando como titular 39 de los 42 partidos en esa temporada.
Pasó luego por Boca Juniors, Ferro Carril Oeste, Deportes Tolima de Colombia, All Boys, y en 1980 llegó a Sarmiento de Junín, donde volvió a consagrarse campeón, siendo uno de los pilares del equipo, disputando 38 partidos. Luego de su paso en 1981 por San Lorenzo de Mar del Plata, se puso otra vez el buzo de arquero en el gasolero, donde nuevamente logró otro ascenso a la élite del fútbol argentino, esta vez a través del Torneo Octogonal 1982.
Estudiantes de Río Cuarto en 1983 y finalmente Tigre -club del cual era hincha confeso- en 1984, le pusieron fin a una carrera con grandes éxitos. Tras el retiro se dedicó a la tarea de preparador físico.
Falleció a los 64 años en General Pacheco, víctima de asesinato mediante un disparo, bajo la intención de robarle el título de propiedad de la casa y otros objetos de valor.

## Trayectoria
| Club                         | País      | Período   |
| ---------------------------- | --------- | --------- |
| Tigre                        | Argentina | 1965-1968 |
| Huracán                      | Argentina | 1969-1972 |
| Sevilla                      | España    | 1973      |
| Temperley                    | Argentina | 1974      |
| Boca Juniors                 | Argentina | 1975      |
| Ferro Carril Oeste           | Argentina | 1975-1977 |
| Deportes Tolima              | Colombia  | 1978      |
| All Boys                     | Argentina | 1979      |
| Sarmiento de Junín           | Argentina | 1980      |
| San Lorenzo de Mar del Plata | Argentina | 1981      |
| Temperley                    | Argentina | 1982      |
| Estudiantes de Río Cuarto    | Argentina | 1983      |
| Tigre                        | Argentina | 1984      |

## Palmarés

### Campeonatos nacionales
| Título                                                  | Club               | País      | Año  |
| ------------------------------------------------------- | ------------------ | --------- | ---- |
| Ascenso a Primera División (por Torneo Reclasificación) | Tigre              | Argentina | 1967 |
| Primera B                                               | Temperley          | Argentina | 1974 |
| Primera B                                               | Sarmiento de Junín | Argentina | 1980 |
| Ascenso a Primera División (por Torneo Octogonal)       | Temperley          | Argentina | 1982 |